# Kim Bình, Sán Đầu
Kim Bình (tiếng Trung: 金平区, Hán Việt: Kim Bình khu) là một quận của địa cấp thị Sán Đầu (汕头市), tỉnh Quảng Đông, Cộng hòa Nhân dân Trung Hoa.